# Sturmia apicalis
Sturmia apicalis är en tvåvingeart som först beskrevs av Macquart 1854.  Sturmia apicalis ingår i släktet Sturmia och familjen parasitflugor.
Artens utbredningsområde är Tyskland. Inga underarter finns listade i Catalogue of Life.